# Tetraria brachyphylla
Tetraria brachyphylla là loài thực vật có hoa trong họ Cói. Loài này được Levyns miêu tả khoa học đầu tiên năm 1947.